# Rough Ridin'
Pour plus de détails, voir Fiche technique et Distribution.
Rough Ridin' est un film américain réalisé par Richard Thorpe, sorti en 1924.

## Synopsis
Buddy Benson innocente Dick Ross, le frère de Mary, sa bien-aimée, accusé par un contremaître peu scrupuleux.

## Fiche technique
- Titre original : Rough Ridin'
- Réalisation : Richard Thorpe
- Scénario : Margaret M. Harris, d'après une histoire de Betty Burbridge[1]
- Photographie : Ernest Haller
- Production : Lester F. Scott Jr.
- Société de production : Approved Pictures
- Société de distribution : Weiss Brothers Artclass Pictures
- Pays de production :  États-Unis
- Langue originale : anglais
- Format : noir et blanc — 35 mm — 1,37:1 — film muet
- Genre : Western
- Durée : 5 bobines - 1 415 m
- Date de sortie :
  - États-Unis :15 juillet 1924

## Distribution
- Buddy Roosevelt : Buddy Benson
- Elsa Benham (en) : Mary Ross
- Richard Thorpe : Dick Ross
- Joe Rickson : Jack Wells
- Frances Beaumont : Rosalind Nolan
- Arthur Detlorf : Tubby
- Mike Ready : Nolan